# إيغيل أ بو
إيغيل أ بو (بالإنجليزية: Egil á Bø) (مواليد 2 أبريل 1974) لاعب كرة قدم فاروي دولي يجيد اللعب في خط الدفاع . يلعب حاليا لصالح نادي أي بي ستريمور الفاروي منذ 2005 .

## روابط خارجية
- إيغيل أ بو على موقع قاعدة بيانات كرة القدم.إي يو (الإنجليزية)
- إيغيل أ بو على موقع ناشيونال فوتبول تيمز (الإنجليزية)
- إيغيل أ بو على موقع عالم كرة القدم.نت (الإنجليزية)